# Drev-Hornaryds församling
Drev-Hornaryds församling var en församling i Vidinge kontrakt, Växjö stift i Växjö kommun. Församlingen uppgick 2010 i Sjösås församling.
Församlingskyrka var Drev-Hornaryds kyrka.

## Administrativ historik
Församlingen bildades 2006, av Drevs församling och Hornaryds församling. Den uppgick 2010 i Sjösås församling. Församlingen ingick i ett pastorat tillsammans med Sjösås församling och Dädesjö församling.
Församlingskod var 078005.